# Trail of Tears State Forest
La Trail of Tears State Forest est une aire protégée américaine située dans le comté d'Union, dans l'Illinois. Créée en 1929, elle protège aujourd'hui 20,7 km2.